# Deherainia
Deherainia é um género botânico pertencente à família Theophrastaceae.

## Espécies
- Deherainia cubensis
- Deherainia lageniformis
- Deherainia matudae
- Deherainia matudai
- Deherainia smaragdina